# Gephyromantis silvanus
Gephyromantis silvanus is een kikker uit de familie gouden kikkers (Mantellidae). De soort werd voor het eerst wetenschappelijk beschreven door Miguel Vences, Frank Glaw en Franco Andreone in 1997. De soort behoort tot het geslacht Gephyromantis. De soort werd genoemd naar Silvanus, de Romeinse godheid voor de bossen.
Het mannelijke holotype had een lengte van 30,5 millimeter.

## Leefgebied
De kikker is endemisch in Madagaskar. De soort komt voor in het noordoosten van het eiland en leeft op een hoogte van tot de 400 meter boven zeeniveau. De soort komt ook voor in nationaal park Masoala en het eilandje Nosy Mangabe.

## Synoniemen
- Mantidactylus silvanus Vences, Glaw & Andreone, 1997